# Kapong
Kapong (em tailandês: กะปง) é um distrito da província de Phangnga, no sul da Tailândia. É um dos 9 distritos que compõem a província. Sua população, de acordo com dados de 2012, era de 14 156 habitantes. Sua área territorial é de 588,793 km².